# Ipueiras (kommun i Brasilien, Ceará, lat -4,62, long -40,82)
Ipueiras är en kommun i Brasilien.   Den ligger i delstaten Ceará, i den östra delen av landet, 1 500 km nordost om huvudstaden Brasília. Antalet invånare är 37 874.
Omgivningarna runt Ipueiras är huvudsakligen savann. Runt Ipueiras är det ganska glesbefolkat, med 27 invånare per kvadratkilometer.